# Ernst Heinitz
Ernst Heinitz (geboren 1. Januar 1902 in Berlin; gestorben 11. Mai 1998 ebenda) war ein deutscher Jurist und Rektor der Freien Universität Berlin.

## Leben
Ernsts Vater Georg Heinitz war jüdischen Glaubens und als Gründungsdirektor langjähriger Heimleiter des Mosse-Stifts, eines überkonfessionellen Waisenhauses mit angeschlossener Schule in Wilmersdorf. Die Mutter Elisabeth geb. Bohm war evangelischen Glaubens. Seine Schwester Ruth heiratete noch als Studentin Werner Jaeger.
Ernst Heinitz studierte von 1919 bis 1923 Rechtswissenschaft an der Friedrich-Wilhelms-Universität in Berlin. Er promovierte 1926 in Hamburg. 1932 wurde er zum Vorsitzenden des Berliner Arbeitsgerichts ernannt. Ende März 1933 wurde er auf Druck der NS-Betriebszelle, und damit noch vor Inkrafttreten des Gesetzes zur Wiederherstellung des Berufsbeamtentums, vom Richteramt suspendiert und am 1. November 1933 in den Zwangsruhestand versetzt. Die Beiträge, die er für die Neuausgabe des 1936 erschienenen Bandes Bürgerliches Gesetzbuch, Teil II: Familienrecht, Erbrecht im Formularbuch für die freiwillige Gerichtsbarkeit verfasst hatte, wurden wegen seiner „nicht arischen Abstammung“ nicht mehr gedruckt.

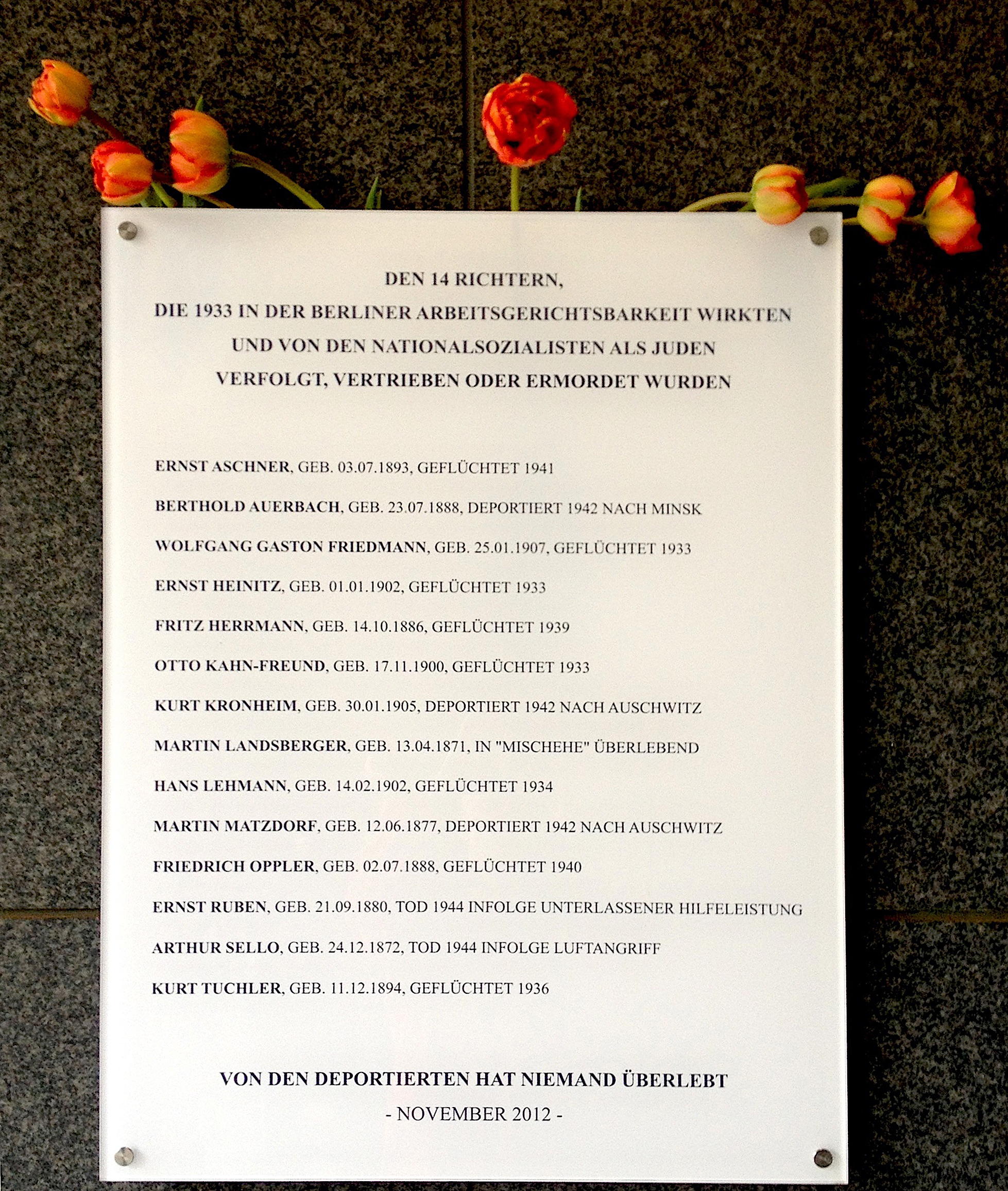
Gedenktafel zu Ehren der jüdischen Richter in der Berliner Arbeitsgerichtsbarkeit

Heinitz emigrierte 1933 nach Italien und wurde 1934 nochmals promoviert. Er arbeitete in einer Anwaltskanzlei sowie als Lehrbeauftragter an der Universität Florenz. 1938 nahm Heinitz die italienische Staatsbürgerschaft an. Nach der Besetzung Italiens durch die deutsche Wehrmacht 1943 schlossen er und seine italienische Ehefrau sich der Widerstandsbewegung an.
Heinitz kehrte 1948 nach Deutschland zurück und nahm einen Ruf an die Universität Erlangen an. Von 1952 bis 1970 war er Ordinarius für Strafrecht, Prozessrecht und Arbeitsrecht an der Freien Universität Berlin. Als Vertrauensdozent der Studienstiftung des deutschen Volkes betreute er die Germanistik-Studentin Gudrun Ensslin. Von 1961 bis 1963 war er der zehnte Rektor der Freien Universität Berlin. Als Rektor verlieh er am 26. Juni 1963 auf Beschluss des Akademischen Senats der FU Berlin die Ehrenbürgerwürde der Universität an John F. Kennedy.
Außerdem war er seit 1953 in der Berliner Justiz tätig, zunächst als beisitzender Richter beim Landgericht, ab 1955 als Kammergerichtsrat und von 1959 bis 1967 als Senatspräsident beim Kammergericht.
Ernst Heinitz war mit Maria Pia Heinitz, geb. Tommasi, verheiratet und hatte eine Tochter und einen Sohn.

## Schriften

### Als Verfasser
- Das Reichsgesetz über das Verlagsrecht. Guttentag, Berlin 1901
- Das Problem der materiellen Rechtswidrigkeit. Schletter, Breslau 1926.
- Empfiehlt es sich, die Strafbarkeit der juristischen Person gesetzlich vorzusehen? Mohr (Siebeck), Tübingen 1953.
- Staatsschutz und Grundrechte. Vortrag, gehalten auf d. Tagung d. Dt. Bundes f. Bürgerrechte e. V. in Mannheim am 29. Mai 1953. Metzner, Frankfurt am Main 1953
- Die Individualisierung der Strafen und Maßnahmen in der Reform des Strafrechts und des Strafprozesses. de Gruyter, Berlin 1960.
- Probleme der Rechtsbeugung. Akademische Festrede des Rektors der Freien Universität Berlin am Mittwoch, dem 4. Dezember 1961. Colloquium Verlag, Berlin 1963.

### Als Mitverfasser
- Formularbuch für die freiwillige Gerichtsbarkeit. Vollständig neubearbeitete Auflage. Carl Heymann, Berlin 1928–1936.
  - Bd. 1: Handelsrecht. 1928.
  - Bd. 2: Bürgerliches Gesetzbuch, Teil I. 1930.
- Staatsgeheimnis und Pressefreiheit. 2 Vorträge am 25. Mai 1963 auf der 3. Bundestagung der Arbeitsgemeinschaft Sozialdemokratischer Juristen in Berlin. SPD, Bonn 1963. (Den anderen Vortrag hielt Helmut Ridder).

## Ehrung
- 1992: Ernst-Reuter-Plakette des Landes Berlin